# Yangqi Fanghui
Yangqi Fanghui (chiń. 楊岐方會, pinyin Yángqí Fānghuì; kor. 양기방회 Yanggi Panghoe; jap. Yōgi Hōe; wiet. Dương Kì Phương Hội; ur. 992, zm. 1049) – chiński mistrz chan szkoły linji, założyciel linii przekazu czy też frakcji linji znanej jako yangqi.

## Życiorys
Yangqi pochodził z Yichun w Yuanzhou, obecnie w prow. Jiangxi.
Już jako dziecko był znany z inteligencji. Jako młody człowiek pracował w urzędzie podatkowym, w którym popadł w konflikt z przełożonymi. Po zwolnieniu z pracy i zainteresowaniu się buddyzmem, został mnichem w Jiufeng w Duanzhou (obecnie miasto Guangzhou).
Następnie udał się w podróż i dotarł do Tanzhou, gdzie został uczniem Ziminga Chuyuana, znanego także jako Shishuang Chuyuan. Gdy Chuyuan przeniósł się na górę Daowu, a potem do Shishuangu – Yangqi mu towarzyszył. Pełnił w klasztorach mistrza różne funkcje administracyjne. Przebywał ze swoim mistrzem bardzo długi czas, jednak nie osiągnął oświecenia. Za każdym razem, gdy przychodził do nauczyciela, ten odprawiał go mówiąc Jest wiele administracyjnych spraw wymagających twojej uwagi. Idź i zajmij się nimi.
Pewnego dnia, gdy przyszedł po instrukcje w sprawie praktyki, nauczyciel powiedział Kierowniku! Pewnego dnia twoi spadkobiercy pokryją ziemię. Gdzie się tak spieszysz?
Innego dnia Shishuang zamierzał wyjść, gdy nagle zaczął padać deszcz. Yangqi wykorzystał obecność mistrza, złapał go i krzyknął Musisz ze mną teraz porozmawiać, jeśli nie, uderzę cię!
Mistrz powiedział Kierowniku! Tu już całkowicie wiesz jak zadbać o sprawy, więcej nie trzeba!
Jeszcze zanim mistrz skończył mówić Yangqi doświadczył wielkiego oświecenia. Klęknął w błocie i pokłonił się przed nauczycielem.
Po śmierci mistrza Yangqi odszedł z klasztoru i przebywał w Pingmai na szczycie Jiu. Stał się znany w okolicy i wielu mnichów i ludzi świeckich przybywało do niego z prośbą, by został opatem klasztoru Putong na górze Yanqi.
Po zaakceptowaniu zaproszenia mistrz spotkał się z klasztorną kongregacją, aby odpowiadać na pytania. Pod koniec spotkania powiedział
Czy jest więcej pytań? Jeśli tak, zadawajcie je. Dzisiaj moje życie jest w rękach każdego z was i jest zależne od waszego wsparcia. Dlaczego tak jest? Autentyczność opata jest jasno osądzana przez kongregację. Nie może być ukryta i niejasna jak zanurzone wodne rośliny. Musi być sprawdzona teraz przez kongregacją. Czy ktoś jeszcze chce wystąpić i ją sprawdzić? Jeśli nie, wtedy to jest moja strata.
Po skończeniu mowy Yangqi wstał z miejsca. Wtedy złapał go markiz Qin i powiedział Jestem szczęśliwy, że dzisiaj w końcu dostaliśmy praktykującego kolegę.
Yangqi powiedział Co rozumiesz przez „praktykującego kolegę”?
Markiz Qin powiedział Yangqi prowadzi wołu. Markiz Qin pogania go.
Yanqi powiedział W tej chwili czy to Yangqi jest z przodu, czy też Jiufeng jest z przodu?
Markiz nie potrafił niczego powiedzieć.
Yangqi odepchnął go i powiedział Przedtem myślałem, że jesteśmy praktykującymi kolegami, ale jednak nie jesteśmy!
W 1046 r. Yangqi przeniósł się do klasztoru Haihui w Tanshou.

## Znaczenie mistrza
Mistrz pozostawił po sobie 13 spadkobierców Dharmy.
Z dwóch najważniejszych linii przekazu Dharmy szkoły linji – huanglong i yangqi – ta ostatnia okazała się ważniejsza. Jego prawnuk w Dharmie – Wuzu Fayan (1024–1104 – dzięki swoim znakomitym uczniom uczynił linię przekazu yangqi, główną tradycją chanu w okresie Song. Wydała on tak wybitnych mistrzów jak Dahui Zonggao (1089–1163, Kaifu Daoning (1053–1113), Wumen Huikai (1183–1260) czy Songyuan Chongyue (1139–1209).
Ta linia przekazu została przeniesiona za pośrednictwem kilku mistrzów do Korei i Japonii. Również jej mistrzowie zrewitalizowali tradycję linji w XVII w.
Szkoła yangqi jest także kojarzona z tzw. „literackim chanem”. Przyczynili się to tego m.in. tacy mistrzowie jak Juefan Huihong, Dahui Zonggao.
Także ta tradycja, dzięki działalności mistrza Dahui Zonggao, wytworzyła szczególny rodzaj gong’anowej praktyki chanistycznej kanhua chan, która zdominowała koreański sŏn.
Właściwie wszystkie linie przekazu współczesnego zenu pochodzą właśnie z tej tradycji linji. Dotyczy to nawet japońskiej szkoły sōtō, gdyż przekazicielem Dharmy szkoły caodong (jak. sōtō) był mistrz linji Fushan Fayuan (998–1067) (zobacz Dayang Jingxuan).

## Linia przekazu Dharmy zen
Pierwsza liczba oznacza liczbę pokoleń od Pierwszego Patriarchy chan w Indiach Mahakaśjapy.
Druga liczba oznacza liczbę pokoleń od Pierwszego Patriarchy chan w Chinach Bodhidharmy.
Trzecia liczba oznacza początek nowej linii przekazu w innym kraju.
- 38/11. Linji Yixuan (zm. 867) szkoła linji
- 39/12. Xinghua Cunjiang (830–888/925) *także Weifu
- 40/13. Nanyuan Huiyong (860–930) *także Baoying
- 41/14. Fengxue Yanzhao (896–973)
- 42/15. Shoushan Xingnian (926–993) *także Shengnian
- 43/16. Fenyang Shanzhao (947–1024) *także Fenzhou lub Fenxue
- 44/17. Ciming Chuyuan (987–1040) *także Shishuang i Nanyuan
  - 45/18. Huanglong Huinan (1002–1069) frakcja huanglong
  - 45/18. Yangqi Fanghui (992–1049) frakcja yangqi
    - 46/19. Baoming Renyong (bd)
    - 46/19. Baiyun Shouduan (1025–1079)
      - 47/20. Wuzu Fayan (1024–1104)
        - 48/21. Kaifu Daoning (1053–1113)
          - 49/22. Yue’an Shanguo (1079–1152) (Dagui Shanguo)
            - 50/23. Laona Zuzheng (Dahong Zuzheng) (bd)
              - 51/24. Yuelin Shiguan (1143–1217)
                - 52/25. Wumen Huikai (1183–1260)
                  - 53/26. Zhangsan (bd)
                  - 53/26/1. Shinchi Kakushin (1207–1280) Japonia linia przekazu hottō
                    - 54/27/2. Kohō Kakumyō (1271–1361)
                      - 55/28/3. Jiun Myōi (1273–1345)
                      - 55/28/3. Bassui Tokushō (1327–1387)
                        - 56/29/4. Shunō Reizan (1344–1408)

        - 48/21. Yuanwu Keqin (1063–1135)
          - 49/22. Dahui Zonggao (1089–1163)
            - 50/23. Wuji Lepai
            - 50/23. Zishou Miaozong (1095–1170) mistrzyni chan
            - 50/23. Daoqian (bd)
            - 50/23. Zongyuan (bd)
            - 50/23. Zhuo’an Deguang (1121–1203) (także Fozhao)
              - 51/24. Mi’an Xianjie (1118–1186)
                - 52/25. Songyuan Chongyue (1139–1209)
                  - 53/26. Wuming Huixing (bd)
                    - 54/27/1. Lanxi Daolong (1213–1278) Japonia. Szkoła rinzai. Opat Kenchō-ji

                  - 53/26. Yun’an Puyan (1156–1226)
                    - 54/27. Xutang Zhiyu (1189–1269)
                      - 55/28/1. Nampo Jōmyō (1235–1309) Japonia. Szkoła rinzai.

                - 52/25. Po’an Zuxian (1136–1211)
                  - 53/26. Wuzhun Yuanzhao (1177–1249)
                    - 54/27. Wuxue Zuyuan (1226–1286) (także Foguang)
                      - 55/28/1. Kōhō Kennichi (1241–1316)) Japonia.
                      - 55/28/1. Kian Soen (1261–1313)) Japonia.
                      - 55/28/1. Muchaku (ur. 1243) Japonia. Mniszka
                      - 55/28/1. Hōjō Tokimune (1251–1284) Japonia.
                      - 55/28/1. Ichiō Inkō (1210–1281)Japonia
                      - 55/28. Wu’an Puning (1197–1276)
                        - 56/29/1. Hōjō Tokiyori (1227–1263) Japonia

                      - 55/28/1. Enni Bennen (1201–1280) Japonia
                      - 55/28. Wanji Xingmi (bd)
                        - 56/29. Yishan Yining (1217–1317)
                          - 57/30/1. Kokan Shiren (1278–1346) Japonia
                          - 57/30/1. Sesson Yūbai (1290–1346) Japonia

                    - 54/27. Xueyan Huilang (bd)
                      - 55/28. Gaofeng Yuanmiao (1238–1295)
                        - 56/29/1. Zhongfeng Mingben (1263–1323) Japonia
                          - 57/30/2. Kosen Ingen (1295–1374) Japonia

                      - 55/28. Qi’an Zongxin (bd)
                        - 56/29. Shiwu Qinggong (1272–1352)
                          - 57/30. T’aego Poŭ (1301–1382) Korea. Szkoła imje